# 偵察航空隊 (1961)
偵察航空隊（ていさつこうくうたい、英称：Tactical Reconnaissance Group）は、2020年3月まで存在した日本の航空自衛隊航空総隊直轄の偵察専門の部隊。

## 特徴
- 陸上偵察任務のほか、洋上偵察任務も担っており、2018年時点で13機のRF-4戦術偵察機を運用していた。機体は日本の国土や周辺海面の色に合わせた迷彩3パターンで塗装され、搭載カメラは短距離、長距離、パノラマ写真、赤外線撮影に対応していた[1]。
- シャークティース塗装を施したRF-4戦術偵察機が航空ファンからの高い人気を誇っていた。
- 災害被災地（地震・洪水等の自然災害）の空撮も担い、福島第一原子力発電所事故や北海道胆振東部地震などで出動した[1]。要請による活火山の観測等も行っており、1991年の雲仙岳噴火等に際しては災害派遣により観測を行なっていた[2]。

## 使用航空機
- RF-4E：F-4Eの機体にRF-4Cの偵察機材を組み合わせた偵察機。偵察任務用に特化された純粋な偵察機で、各種カメラを搭載する代わりに武装系統が取り外されているため、空戦能力はない。
- RF-4EJ：F-4EJ戦闘機からの改造機で、機外ポッド式の偵察機材を装着する。機関砲や火器管制装置等の武装系統が残されているため、通常型F-4EJと同じ戦闘能力を持っていた。
- T-4：連絡や訓練支援として使用していた。

## 沿革
- 1961年（昭和36年）12月1日：松島基地で発足（第501飛行隊、使用機：RF-86F）。
- 1962年（昭和37年）8月24日：入間基地へ移動。
- 1974年（昭和49年）12月3日：RF-4Eが配備される（百里先遣隊を編成）。
- 1975年（昭和50年）9月30日：隊本部を百里基地へ移転。百里先遣隊を第501飛行隊に、RF-86部隊を入間分遣隊に改編。
- 1977年（昭和52年）3月25日：入間分遣隊を廃止。
- 1992年（平成04年）6月22日：第501飛行隊にRF-4EJが配備される。
- 1993年（平成05年）
  - 4月1日：偵察情報処理隊設置。
  - 8月2日：整備群設置。
- 2009年（平成21年）3月13日：整備群が解散し、第7航空団に合併・統合される。また、航空機も第7航空団所属となる。
- 2020年（令和02年）3月26日：部隊廃止[3]。これに先立ち、3月9日に最後の飛行訓練を行い、3月23日に隊旗を返還した[4]。
今後は帰投後の現像が必要なフィルム式カメラでなく、撮影画像の電送や電波情報収集が可能な無人航空機「RQ-4 グローバルホーク」部隊や戦闘機部隊に役割を引き継ぐ予定である[1]。
- 2022年（令和04年）12月15日：部隊廃止された同部隊名を引き継ぐ、新偵察航空隊（三沢基地）が編成される。

## 組織編成
- 偵察航空隊本部
  - 防衛班
  - 監理班
  - 人事班
  - 装備班
  - 安全班
- 第501飛行隊
- 偵察整備隊 ※航空機の支援整備は第7航空団が担当していた。
- 偵察情報処理隊

## 歴代の偵察航空隊司令
| 代             | 氏名         | 在職期間                                                    | 前職                                                       | 後職                                                  |              |
| 偵察航空隊長   | 偵察航空隊長 | 偵察航空隊長                                                | 偵察航空隊長                                               | 偵察航空隊長                                          | 偵察航空隊長 |
| -------------- | ------------ | ----------------------------------------------------------- | ---------------------------------------------------------- | ----------------------------------------------------- | ------------ |
| 1              | 生井清       | 1961年12月01日 - 1964年03月15日                             | （2等空佐）                                                | 航空総隊飛行隊長                                      |              |
| 2              | 渥美二郎     | 1964年03月16日 - 1964年11月30日                             | 第4航空団司令部防衛部長 （2等空佐）                        | 偵察航空隊司令                                        |              |
| 偵察航空隊司令 |              |                                                             |                                                            |                                                       |              |
| 1              | 渥美二郎     | 1964年12月01日 - 1965年07月15日 ※1965年07月01日 1等空佐昇任 | 偵察航空隊長 （2等空佐）                                   | 第13飛行教育団飛行教育群司令                          |              |
| 2              | 中川謙淑     | 1965年07月16日 - 1966年02月15日                             | 第2航空団副司令                                            | 航空幕僚監部防衛部付 →1967年10月16日 外務省に出向     |              |
| 3              | 桑原泰郎     | 1966年02月16日 - 1968年07月15日                             | 北部航空方面隊司令部防衛部長                               | 航空幕僚監部防衛部調査第2課長                         |              |
| 4              | 吉崎巌       | 1968年07月16日 - 1970年02月15日                             | 第1航空団飛行群司令                                        | 航空自衛隊幹部候補生学校 第1教育部長                  |              |
| 5              | 川上次郎     | 1970年02月16日 - 1971年07月15日                             | 第8航空団副司令                                            | 第13飛行教育団司令                                    |              |
| 7              | 岩永成夫     | 1971年07月16日 - 1973年07月15日                             | 第4航空団副司令                                            | 航空救難団司令                                        |              |
| 8              | 永井勝       | 1973年07月16日 - 1975年06月30日                             | 第4航空団副司令                                            | 中部航空警戒管制団勤務                                |              |
| 9              | 関憲生       | 1975年07月01日 - 1977年03月15日                             | 西部航空方面隊司令部防衛部長                               | 航空総隊司令部付 →1977年6月7日 停年退官（空将補昇任） |              |
| 10             | 稲川史朗     | 1977年03月16日 - 1979年01月31日 ※1979年01月01日 空将補昇任  | 南西航空混成団司令部防衛部長                               | 第3航空団司令 兼 三沢基地司令                         |              |
| 11             | 原正夫       | 1979年02月01日 - 1980年10月10日                             | 偵察航空隊副司令                                           | 第11飛行教育団司令 兼 静浜基地司令                    |              |
| 12             | 佐藤久弥     | 1980年10月11日 - 1982年10月15日                             | 航空実験団飛行実験群司令                                   | 航空自衛隊幹部学校勤務                                |              |
| 13             | 伊藤巖       | 1982年10月16日 - 1983年06月30日                             | 第5航空団副司令                                            | 航空幕僚監部人事教育部副部長 （空将補昇任）           |              |
| 14             | 安藤堅一     | 1983年07月01日 - 1985年06月30日                             | 航空幕僚監部防衛部勤務                                     | 第12飛行教育団司令 兼 防府北基地司令                  |              |
| 15             | 山本征衛     | 1985年07月01日 - 1987年03月15日                             | 航空幕僚監部防衛部調査第2課長                              | 航空資料作業隊司令                                    |              |
| 16             | 稲吉實       | 1987年03月16日 - 1988年07月06日                             | 保安管制気象団飛行点検隊長                                 | 西部航空方面隊司令部監察官                            |              |
| 17             | 難波皎       | 1988年07月07日 - 1989年06月29日                             | 航空総隊司令部防衛部演習計画班長 兼 航空幕僚監部防衛部勤務 | 航空警務隊勤務                                        |              |
| 18             | 大橋武郎     | 1989年06月30日 - 1990年07月08日                             | 中部航空方面隊司令部防衛部長                               | 航空総隊司令部防衛部長                                |              |
| 19             | 白川司       | 1990年07月09日 - 1992年03月31日                             | 南西航空混成団司令部防衛部長                               | 第4航空団副司令                                       |              |
| 20             | 笠井健介     | 1992年04月01日 - 1993年11月30日                             | 航空総隊司令部防衛部運用課長                               | 第13飛行教育団司令                                    |              |
| 21             | 市来徹夫     | 1993年12月01日 - 1995年03月22日                             | 中部航空方面隊司令部防衛部長                               | 第13飛行教育団司令                                    |              |
| 22             | 山本哲也     | 1995年03月23日 - 1996年07月31日                             | 中部航空方面隊司令部防衛部長                               | 特別航空輸送隊司令                                    |              |
| 23             | 橋爪俊輔     | 1996年08月01日 - 1998年07月31日                             | 航空総隊司令部防衛部運用課長                               | 第2輸送航空隊司令                                     |              |
| 24             | 富永恭弘     | 1998年08月01日 - 1999年11月30日                             | 警戒航空隊副司令                                           | 退職                                                  |              |
| 25             | 平岩善政     | 1999年12月01日 - 2000年12月08日                             | 航空総隊司令部監察官                                       | 退職（空将補昇任）                                    |              |
| 26             | 源外志明     | 2000年12月08日 - 2002年07月31日                             | 第83航空隊副司令                                           | 北部航空方面隊司令部幕僚長                            |              |
| 27             | 庄田幸作     | 2002年08月01日 - 2003年11月30日                             | 南西航空混成団司令部防衛部長                               | 南西航空混成団司令部幕僚長                            |              |
| 28             | 西村仁       | 2003年12月01日 - 2005年07月31日                             | 航空自衛隊第5術科学校副校長                                | 退職（空将補昇任）                                    |              |
| 29             | 佐藤敏博     | 2006年08月01日 - 2006年08月06日                             | 第8航空団飛行群司令                                        | 第2航空団副司令                                       |              |
| 30             | 高木雅弘     | 2006年08月07日 - 2009年03月31日                             | 第6航空団副司令                                            | 西部航空方面隊司令部監理監察官                        |              |
| 31             | 堀川英寛     | 2009年04月01日 - 2010年11月30日                             | 第6航空団副司令                                            | 航空開発実験集団司令部監理監察官                      |              |
| 32             | 井出方明     | 2010年12月01日 - 2012年07月31日                             | 硫黄島基地隊司令 兼 硫黄島分屯基地司令                     | 航空警務隊司令                                        |              |
| 33             | 飯島正信     | 2012年08月01日 - 2014年03月31日                             | 第7航空団副司令                                            | 偵察航空隊付 →2014年7月29日 退職                      |              |
| 34             | 横山寛       | 2014年04月01日 - 2016年05月31日                             | 第83航空隊副司令                                           | 退職                                                  |              |
| 35             | 軍司雅人     | 2016年06月01日 - 2018年09月07日                             | 統合幕僚監部運用部運用第2課 災害対策調整官                 | 南西航空方面隊司令部幕僚長                            |              |
| 末             | 朝倉譲       | 2018年09月08日 - 2020年03月25日                             | 航空幕僚監部監理官                                         | 航空教育集団司令部勤務                                |              |